# La Chapelle-sous-Uchon
La Chapelle-sous-Uchon ist eine französische Gemeinde mit 194 Einwohnern (Stand: 1. Januar 2022) im Département Saône-et-Loire in der Région Bourgogne-Franche-Comté. Die Gemeinde gehört zum Arrondissement Autun und zum Kanton Autun-2 (bis 2015: Kanton Mesvres). 

## Geografie
La Chapelle-sous-Uchon liegt etwa 16 Kilometer südsüdwestlich des Stadtzentrums von Autun. Umgeben wird La Chapelle-sous-Uchon von den Nachbargemeinden Mesvres im Norden, Saint-Symphorien-de-Marmagne im Osten, Uchon im Süden und Südosten, La Tagnière im Süden und Südwesten sowie Étang-sous-Arroux im Westen und Nordwesten.

## Bevölkerungsentwicklung
| Jahr                      | 1962 | 1968 | 1975 | 1982 | 1990 | 1999 | 2006 | 2013 | 2019 |
| Einwohner                 | 285  | 216  | 211  | 193  | 195  | 211  | 194  | 181  | 192  |
| Quelle: Cassini und INSEE |      |      |      |      |      |      |      |      |      |

## Sehenswürdigkeiten
- Kirche Saint-Nazaire-et-Saint-Celse
- Reste des zerstörten Schlosses von Alone-Toulongeon

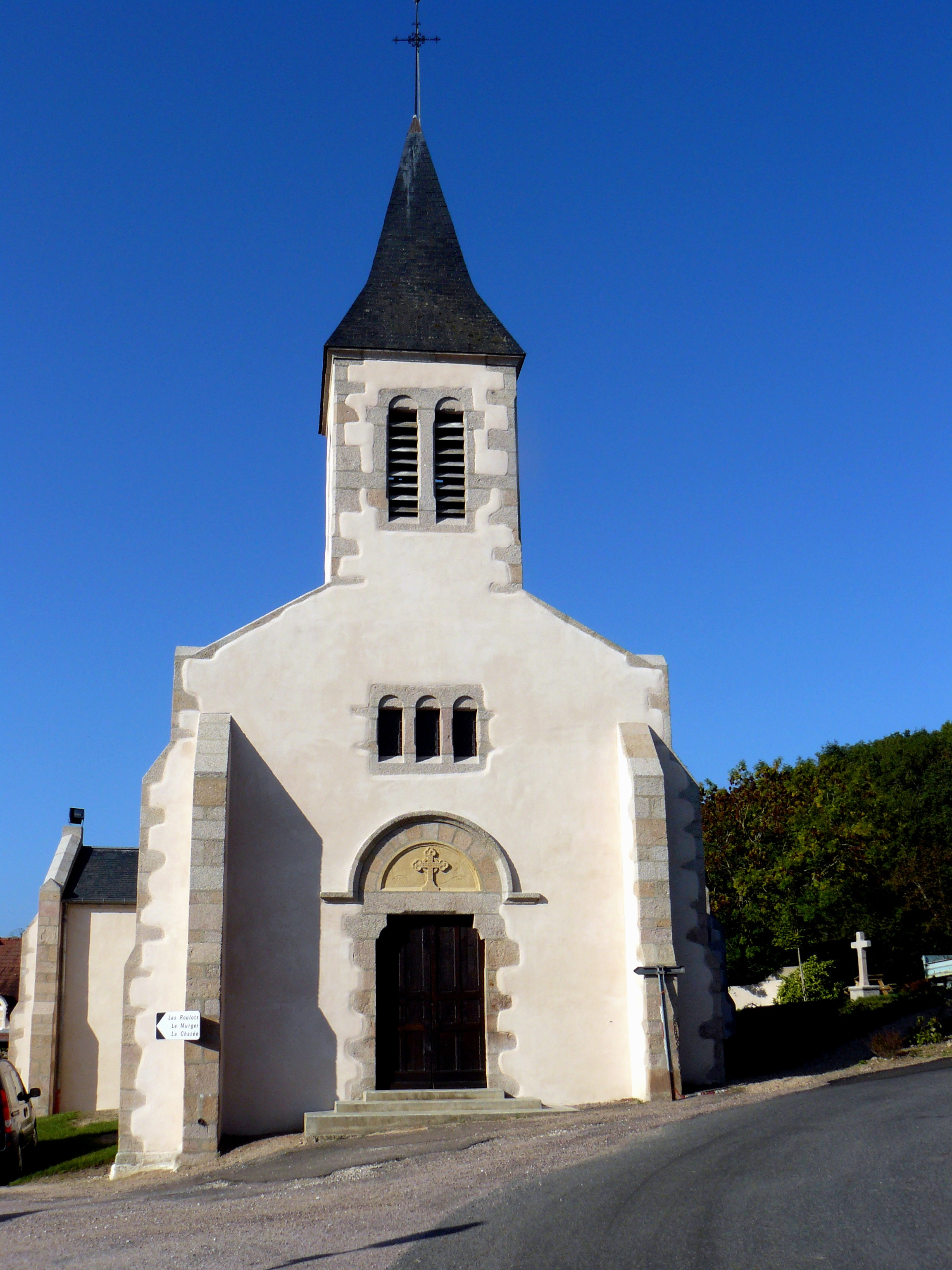
Kirche Saint-Nazaire-et-Saint-Celse